# Clubiona pacifica
Clubiona pacifica là một loài nhện trong họ Clubionidae.
Loài này thuộc chi Clubiona. Clubiona pacifica được Richard C. Banks miêu tả năm 1896.